# Saf (musique)
Le saf (assaf ou çaf) est une musique folklorique typique de l'Ouest algérien.

## Étymologie
Saf, ou la chanson à rangée, tire son nom de sa disposition en rangée, car le chant se fait en groupe subdivisé en rangées (généralement deux) qui se répondent mutuellement.

## Description
Historiquement, le chant était exclusivement féminin, mais aujourd'hui cela s'est généralisé. Sa pratique impose à l’ensemble des participantes de se faire face et de rester debout. Les deux rangées se rapprochent en parallèle, s’éloignent à-reculons, à petits pas.
L'instrument principal du saf est le bendir et le deuxième instrument est la darbouka.
La danse est répandue de Sebdou à Beni Snous, de Sidi Bel Abbès à Aïn Témouchent, et dans les régions occidentales des Hauts Plateaux (El Bayadh, Mécheria et Saïda) et plus au sud (Naâma et Aïn Sefra).
Un des groupes les plus populaires de ce genre musical est: Noudjoum SAF.